# Антонио Бандерас
Хосе Антонио Домингес Бандерас (на испански: Jose Antonio Dominguez Banderas) е испански актьор, продуцент и режисьор, носител на награда „Гоя“ и две „Европейски филмови награди“, номиниран е за „Сатурн“, „Еми“ и три награди „Златен глобус“. От 2005 г. има звезда на Холивудската алея на славата. В най-добрата си форма Бандерас е висок 175 см.

## Биография
Антонио Бандерас е роден на 10 август 1960 г. в Малага, Испания. През детските си години има желание да стане футболист, но се отказва, след като на 14-годишна възраст си счупва крака. През 1996 г. Антонио Бандерас се развежда със своята съпруга Ана Леса след 8-годишен брак. През същата година сключва брак с актрисата Мелани Грифит. Двамата се развеждат през 2015 г.

## Кариера
В ранните си години се мести в Мадрид, Испания, за да направи опит като актьор в испанското кино. Актьорската му кариера започва с участието му във филмите на Педро Алмодовар – „Laberinto de pasiones“ (1982), „Матадор“, „La Ley del deseo“ (1987), „Жени на ръба на нервна криза“ и „Ела, завържи ме!“.
Впоследствие се премества в САЩ, за да участва в американски филмови продукции. Първото му участие в холивудски филм е през 1992 г. в „Кралете на мамбото“. Интересно е, че по време на участието си в този филм, Бандерас все още не говори английски език. През 1993 г. участва в отличения с награда „Оскар“ филм „Филаделфия“. Следващата година си партнира с Том Круз и Брад Пит в „Интервю с вампир“. През 1995 г. се появява в няколко големи холивудски продукции, включително и в главната роля във филма на режисьора Робърт Родригес – „Десперадо“.
Една от ролите, с които актьорът е най-добре познат на публиката, е превъплъщението му в героя бандит Зоро във филмите „Маската на Зоро“ (1998) и „Легендата за Зоро“ (2005). Съвместната работа на Антонио Бандерас с Робърт Родригес не приключва с филма „Десперадо“. Също така Бандерас участва във филмите на Родригес от трилогията „Деца шпиони“, както и в третата част на трилогията за Мариачи – „Имало едно време в Мексико“.
Пребивава в България в София в края на 2007 г. почти два месеца за снимките на американския екшън „Кодът“. За кратко пристига в София и съпругата му. През 2013 г. идва отново в България за снимките на „Живи машини“ и „Непобедимите 3“.

## Избрана филмография
- „Падингтън в Перу“ (Paddington in Peru) – 2024 г.
- „Лео и Тиг“ (Leo & Tig) – 2016 – 2018 г.
- „Живи машини“ (Automata) – 2014 г.
- „Непобедимите 3“ (The Expendables 3) – 2014 г.
- „Мачете убива“ (Machette Kills) – 2013 г.
- „Джъстин и рицарите на честта“ (Justin and the Knights of Valor) – 2013 г.
- „Пътници любовници“ (Los amantes pasajeros) – 2013 г.
- „Руби Спаркс: Мечтаното момиче“ (Ruby Sparks) – 2012 г.
- „Мокри поръчки“ (Haywire) – 2011 г.
- „Черно злато“ (Black Gold) – 2011 г.
- „Котаракът в чизми“ (Puss in Boots) – 2011 г.
- „Кожата, в която живея“ (La piel que habito) – 2011 г.
- „Големият взрив“ (The Big Bang) – 2010 г.
- „Ще срещнеш висок тъмнокос непознат“ (You Will Meet a Tall Dark Stranger) – 2010 г.
- „Шрек завинаги“ (Shrek Forever After) – 2010 г.
- „Кодът“ (Thick as Thieves) – 2009 г.
- „Другият мъж“ (The Other Man) – 2009 г.
- „Новото гадже на мама“ (My Mom's New Boyfriend) – 2008 г.
- „Шрек Трети“ (Shrek the Third) – 2007 г.
- „Граничен град“ (Bordertown) – 2006 г.
- „Ти водиш“ (Take The Lead) – 2006 г.
- „Легендата за Зоро“ (The Legend of Zorro) – 2005 г.
- „Шрек 2“ (Shrek 2) – 2004 г.
- „Да си представяш Аржентина“ (Imagining Argentina) – 2003 г.
- „Да изиграеш Панчо Виля като него“ (And Starring Pancho Villa as Himself) – 2003 г.
- „Имало едно време в Мексико“ (Once Upon a Time in Mexico) – 2003 г.
- „Деца шпиони 3D: Краят на играта“ (Spy Kids 3-D: Game Over) – 2003 г.
- „Балистик“ (Ballistic: Ecks vs. Sever) – 2002 г.
- „Фрида“ (Frida) – 2002 г.
- „Деца шпиони 2: Островът на изгубените мечти“ (Spy Kids 2: Island of Lost Dreams) – 2002 г.
- „Фаталната жена“ (Femme Fatale) – 2002 г.
- „Първороден грях“ (Original Sin) – 2001 г.
- „Деца шпиони“ (Spy Kids) – 2001 г.
- „Тялото“ (The Body) – 2001 г.
- „Големият бой“ (Play It to the Bone) – 1999 г.
- „Мошениците от Сейнт Мортимър“ (The White River Kid) – 1999 г.
- „13-ият войн“ (The 13th Warrior) – 1999 г.
- „Маската на Зоро“ (The Mask of Zorro) 1998 г.
- „Евита“ (Evita) 1996 г.
- „Две са твърде много“ (Two Much) – 1995 г.
- „Внимавай с непознати“ (Never Talk to Strangers) – 1995 г.
- „Атентатори“ (Assassins) – 1995 г.
- „Четири стаи“ (Four Rooms) – 1995 г.
- „Десперадо“ (Desperado) – 1995 г.
- „Маями“ (Miami Rhapsody) – 1995 г.
- „Интервю с вампир“ (Interview with the Vampire: The Vampire Chronicles) – 1994 г.
- „За любовта и сянката“ (Of Love and Shadows) – 1994 г.
- „Филаделфия“ (Philadelphia) – 1993 г.
- „Къщата на духовете“ (The House of the Spirits) – 1993 г.
- „Dispara!“ – 1993 г.
- „Жена в дъжда“ (Una mujer bajo la lluvia) – 1992 г.
- „Кралете на мамбото“ (The Mambo Kings) – 1992 г.
- „Тера Нова“ (Terra Nova) – 1991 г.
- „Срещу вятъра“ (Contra el viento) – 1991 г.
- „Ела, завържи ме!“ (Tie Me Up! Tie Me Down!) – 1990 г.
- „Актът“ (El acto) – 1989 г.
- „Белият гълъб“ (La blanca paloma) – 1989 г.
- „Ако ви кажа, че аз паднах“ (Si te dicen que cai) – 1989 г.
- „Bajarse al moro“ – 1989 г.
- „Baton Rouge“ – 1988 г.
- „Удоволствие да убиваш“ (El placer de matar) – 1988 г.
- „Жени на ръба на нервна криза“ (Women on the Verge of a Nervous Breakdown/Mujeres al borde de un ataque de nervios) – 1988 г.
- „Както беше“ (Asi como habian sido) – 1987 г.
- „Право на желание“ (La ley del deseo) 1987 г.
- „Заблуди на любовта“ (Delirios de amor) – 1986 г.
- „27 часа“ (27 horas) – 1986 г.
- „Пъзел“ (Puzzle) – 1986 г.
- „Матадор“ (Matador) – 1986 г.
- „Случаят е приключен“ (Caso cerrado) – 1985 г.
- „Съдът на фараона“ (La corte de Fara'on) – 1985 г.
- „Реквием за един испански селянин“ (Requiem por un campesino espanol) – 1985 г.
- „Кокили“ (Los zancos) – 1984 г.
- „El senor Galindez“ – 1984 г.
- „El caso Almeria“ – 1984 г.
- „Y del seguro… libranos Senor!“ – 1983 г.
- „Изкуствени мигли“ (Pestanas postizas) – 1982 г.
- „Лабиринт на страстта“ (Laberinto de pasiones) – 1982 г.